# کفشدوزک سه‌نواره
کفشدوزک سه‌نواره (نام علمی: Brumoides suturalis) نام یک گونه از تیره کفش‌دوزک است. ابن گونه برای نخستین بار توسط خوان گریستیم فابریشز در سال ۱۷۸۹ میلادی کشف شده است و نام عمومی کفشدوزک سه‌نواره را نیز او برای این گونه انتخاب کرده است.